# Dynamic Funds Tower
Der Dynamic Funds Tower ist ein hohes Bürogebäude im Financial District von Toronto, Kanada. Das Gebäude befindet sich an der Kreuzung 1 Adelaide Street East und Yonge Street. Es erreicht eine Höhe von 129,24 Metern und verfügt über 31 Etagen. Das Gebäude wurde 1991 fertiggestellt.